# سعاد سليمان
سعاد سليمان (مواليد 16 فبراير 1966) هي كاتبة مصرية.

## حياتها
أديبة مصرية مواليد 1966 محافظة سوهاج، انتقلت للعيش في الإسكندرية وعمرها خمس سنوات، تخرجت في كلية الآداب جامعة الإسكندرية عام 1988، بتقدير عام جيد قسم إعلام، بدأت العمل بالصحافة منذ عام 1986 أثناء دراستها بالجامعة، وعملت في القناة الخامسة منذ إنشائها عام 1990 كمعدة برامج، ثم انتقلت للعمل في القناة الأولي عام 1999، كما عملت بعدة صحف ومجلات منها جريدة القاهرة ومجلة الأهرام العربي وجريدة صوت الأمة والعربي الناصري والمصري اليوم والموقع الإلكتروني لجريدة السياسي الإلكترونية، وموقع شباب 25 يناير، إضافة إلى العمل كمعدة برامج في القناة الثقافية المتخصصة، تكتب الشعر منذ المرحلة الابتدائية ثم هجرت الشعر لتتكفي بكتابة القصة والرواية، فقد صدر لها أول مجموعاتها القصصية عام 2001 بعنوان «هكذا ببساطة» طبعة خاصة وقد حصلت المجموعة على شهادة تقدير من مسابقة محمود تيمور الذي ينظمها المجلس الأعلى للثقافة عام 2002، كما صدر لها عام 2005 رواية غير المباح ، وقد حصلت عنها على جائزة اتحاد الكتاب المصري عام 20007، كما صدر لها عام 2007 المجموعة القصصية «الراقص» عن هيئة قصور الثقافة.
| دواوين |
| ------ |

| 2002 | هكذا ببساطه |
| 2005 | غير المباح  |
| 2007 | الراقص      |

| جوائز |
| ----- |

| 2002 | شهادة تقدير من مسابقة محمود تيمور عن هكذا ببساطه    |
| 2005 | قد حصلت عن غير المباح علي جائزة اتحاد الكتاب المصري |
| 2007 | الراقص                                              |